# Monomorium fieldi
Monomorium fieldi là một loài kiến nhỏ, được mô tả lần đầu từ Úc bởi Forel (1910), nơi nó hiện diện khắp ở tất cả các bang (Heterick, 2001). Theo Gunawardana (2005), nó cũng được tìm thấy ở New Zealand.